# Inkrusten
Als Inkrusten (von lat. incrustare = (einen Gegenstand mit einem Material) überziehen) bezeichnet man Einlagerungen in den Zellwänden von Pflanzen (siehe auch: Inkrustation). Diese verleihen den Zellwänden eine höhere Stabilität. Bei der  Papierherstellung müssen die im Rohmaterial (üblicherweise Holz, vereinzelt auch Stängel von Pflanzen wie z. B. Hanf) vorhandenen Inkrusten entfernt werden, um eine gute Qualität zu erreichen.

## Wortherkunft und Bedeutung
Inkrusten (grammatikalisch de facto ein Pluralwort, der Singular die Inkruste ist nicht gebräuchlich) ist ein Sammelbegriff für eine Anzahl chemischer Verbindungen, von denen Lignin die größte Rolle spielt. Daneben umfasst der Begriff laut Ottersbach (→Lit.) auch Harze sowie stärkeähnliche Stoffe (nichtfaserige Hemizellulose). Im Lexikon der Biologie werden neben Lignin noch Gerb- und Farbstoffe, Kieselsäure, Calciumcarbonat und Calciumoxalat aufgezählt. Eine eindeutige Definition liegt nicht vor. Im 19. Jahrhundert wurden die Begriffe Inkrusten und Lignin teilweise als gleichbedeutend verwendet, da andere nichtfaserige Inhaltsstoffe des Holzes noch nicht im Detail analysiert waren. Der Begriff scheint auf den französischen Begriff matières incrustantes zurückzugehen, den Anselme Payen geprägt hat.

## Akkrusten
Im Gegensatz zu den Inkrusten innerhalb der Zellwände werden Auflagerungen auf den Zellwänden als Akkrusten oder Adkrusten bezeichnet. Beide Begriffe kommen nur in der botanischen Fachliteratur, Inkrusten auch in der Fachliteratur und Lehrbüchern für Berufe der Papierherstellung und -verarbeitung vor, fehlen jedoch in den meisten allgemeinen und Fremdwörterbüchern.

### Erläuterung des Begriffs
- Ludwig Kalb, Analyse des Lignins, in: Handbuch der Pflanzenanalyse, hrsg. v. Gustav Klein, 3. Band 2. Teil 1. Hälfte, 1932, S. 156–204 (v. a. S. 157ff)
- Felix Ehrlich u. Friedrich Schubert, Über die Chemie der Inkrusten des Flachses, in: Biochemische Zeitschrift (ISSN 0366-0753), Jg. 169.1926, S. 13ff
- Handbuch der Papier- und Pappenfabrikation (Papierlexikon), Band 1, bearb. von Fritz Hoyer u. a., 1944, S. 808f
- Jochem Ottersbach, Bedruckstoff und Farbe, 3. Aufl. 1995 (ISBN 3-88013-531-2), S. 21
- Inkrustierung, in: Lexikon der Biologie, Band 7, 2001 (ISBN 3-8274-0332-4)

### Weitere Nachweise der Wortverwendung
- N. I. Nikitin, Die Chemie des Holzes, 1955, S. 246f
- Albert Frey-Wyssling, Die pflanzliche Zellwand, 1959
- Josef Hölzl u. Engelbert Bancher, Bau und Eigenschaften der organischen Naturstoffe, 1965